# Theralizumab
Theralizumab (también conocido como TGN1412, CD28-SuperMAB y TAB08) es un fármaco inmunomodulador desarrollado por el inmunólogo Thomas Hünig de la Universidad de Würzburg.
Fue retirado del desarrollo tras inducir reacciones inflamatorias severas y falla orgánica crónica en el primer estudio en humanos realizado por Parexel en Londres en marzo de 2006.
La empresa desarrolladora, TeGenero Immuno Therapeutics (TeGenero), una spin-off de la Universidad de Würzburg dirigida por el inmunólogo Thomas Hünig, el cofundador y director científico (CSO) Thomas Hanke y la directora ejecutiva (CEO) Benedikte Hatz, quebró ese mismo año tras el desastre del ensayo clínico.
Los derechos comerciales fueron adquiridos posteriormente por una startup rusa, TheraMAB. El fármaco pasó a llamarse TAB08. Se han completado los ensayos clínicos de fase I y fase II para la artritis y se han iniciado ensayos clínicos para el cáncer.

## Mecanismo de acción
Originalmente destinado para el tratamiento de leucemia linfocítica crónica de células B (B-CLL) y artritis reumatoide, TGN1412 es un anticuerpo monoclonal humanizado que no solo se une al receptor CD28 de las células T del sistema inmune, sino que actúa como un agonista fuerte del mismo.
TGN1412 es un anticuerpo IgG4κ humanizado derivado del anticuerpo murino precursor 5.11A1 mediante injerto de las regiones determinantes de complementariedad (CDR). Se une a CD28 y activa las células T sin necesidad de preactivación del receptor de células T (TCR), resultando en expansión y activación policlonal de células T y producción de IL-2 dependiente de la concentración. Como tal, TGN1412 fue denominado un "superagonista".
CD28 es el co-receptor del receptor de células T; se une a receptores en la célula asociada de la reacción a través de uno de sus ligandos (familia B7).

## Desarrollo
El fármaco, designado como medicamento huérfano por la Agencia Europea de Medicamentos en marzo de 2005, fue desarrollado por TeGenero, probado por Parexel y fabricado por Boehringer Ingelheim. TeGenero anunció la primera elucidación de la estructura molecular de CD28 casi exactamente un año antes del inicio del ensayo clínico fase I de TGN1412.
Varios ensayos para la actividad farmacológica esperada de TGN1412 y efectos toxicológicos inesperados se realizaron en primates no humanos cynomolgus y rhesus. Estos ensayos demostraron que una dosis de 50 mg/kg administrada durante cuatro semanas consecutivas era segura. Basándose en los estudios de toxicidad de dosis repetida en monos cynomolgus, el nivel sin efectos adversos observados (NOAEL) se consideró de 50 mg/kg por semana durante no menos de cuatro semanas consecutivas.

## El desastre del ensayo clínico de 2006

### El ensayo
El objetivo principal era establecer una dosis humana segura que pudiera usarse posteriormente en ensayos de medicamentos. Para este propósito, se decidió realizar los ensayos en voluntarios humanos sanos porque los sujetos libres de enfermedad tienen receptores CD28 comparables a los casos de artritis reumatoide o linfoma de células B.
El 13 de marzo de 2006, ocho hombres jóvenes sanos, de entre 19 y 34 años, participaron en el ensayo Fase I en el Hospital Northwick Park de Londres. El ensayo se realizó de manera doble ciego, lo que significa que ni los participantes ni los investigadores sabían quién había recibido el medicamento y quién había recibido un placebo.
Los voluntarios recibieron TGN1412 en solo tres a seis minutos. Ryan Wilson, de 20 años, quien sufrió falla orgánica total, fue el más gravemente herido. Recibió el medicamento en solo cuatro minutos. Los monos, por el contrario, recibieron el anticuerpo mediante una "infusión lenta" de una hora.

### Reacciones adversas catastróficas
Dentro de los 60 minutos, los primeros participantes sufrieron dolores de cabeza severos, dolor muscular, náuseas, vómitos, diarrea, fiebre severa, inquietud, sarpullido y escalofríos. Después de cuatro horas, los voluntarios desarrollaron hipotensión, taquicardia y el inicio de insuficiencia respiratoria. Al día siguiente, todos los receptores habían sido admitidos a la UTI en Northwick Park. Sus síntomas progresaron a falla multiorgánica.
Todos los hombres experimentaron síndrome de liberación de citoquinas severo resultando en angioedema, hinchazón de piel y membranas mucosas, similar a los efectos de la cascada del complemento en reacciones alérgicas severas. Los pacientes fueron tratados con corticosteroides para reducir la inflamación, y intercambio de plasma para intentar remover TGN1412 de su circulación.
Se confirmó que habían sufrido una reacción inmune llamada "tormenta de citoquinas". Cuando se administró a los voluntarios previamente sanos, causó una liberación masiva de moléculas inflamatorias llamadas citoquinas.

### Víctimas específicas
Ryan Wilson fue el más gravemente afectado. Wilson experimentó una reacción inmune catastrófica, llamada tormenta de citoquinas, que llevó a falla cardíaca, renal y hepática, neumonía y la pérdida de sus dedos de los pies y tres dedos por gangrena seca. Partes grandes de las manos y pies de Wilson se volvieron negras, donde la carne había muerto. Permaneció en el hospital por cuatro meses.
El entonces joven de 21 años tuvo todos sus dedos de los pies y partes de sus dedos amputados después del ensayo. Wilson pasó cuatro meses en el hospital y tuvo sus dedos de los pies y partes de sus pies y dedos amputados después de batallar con los síntomas de neumonía, septicemia y gangrena seca.
David Oakley fue el primero en recibir el medicamento. A las 3:30 am estaba tan gravemente enfermo que su prometida Katrina fue llamada al hospital, donde se preparó para lo peor.
Rob Oldfield tuvo su sistema inmunológico colapsado y su hígado, riñones y pulmones estaban fallando. Durante dos semanas después de ser estabilizado, su sangre fue filtrada 24 horas al día. Finalmente dejó el hospital tres semanas después.

### Efectos a largo plazo
Los participantes fueron hospitalizados por períodos de tres a seis semanas. Los efectos a largo plazo en sus sistemas inmunológicos permanecen desconocidos, aunque al ser dados de alta algunos fueron advertidos que podrían sufrir un mayor riesgo de cánceres y enfermedades autoinmunes.
Uno de los hombres, Ryan Wilson, entonces de solo 21 años, pasó cuatro meses en el hospital y tuvo sus dedos y secciones de sus pies amputados después del ensayo. Sorprendentemente, él, junto con los otros cinco, nunca sabrán realmente el alcance del daño a largo plazo causado a sus cuerpos.

## Investigación y consecuencias

### Investigación regulatoria
La Agencia Reguladora de Medicamentos y Productos Sanitarios (MHRA) emitió un informe provisional sobre el ensayo TGN1412 el 5 de abril de 2006, seguido de un informe final el 25 de mayo de 2006. No encontró deficiencias en el trabajo preclínico de TeGenero y ninguna evidencia de estudios no divulgados. Los registros y procesos de Parexel parecían estar en orden, incluyendo la medición y administración de dosis, y no se encontraron deficiencias que pudieran haber llevado a contaminación o sobredosis.
La MHRA concluyó que la causa más probable de la reacción en los sujetos del ensayo fue una acción biológica impredecible del medicamento en humanos.

### Informe del Grupo de Expertos
En diciembre de 2006, se publicó el informe final del Grupo de Expertos en Ensayos Clínicos Fase Uno. Encontró que el ensayo no había considerado qué constituía una dosis segura en humanos, y que la ley entonces vigente no lo había requerido. Hizo 22 recomendaciones, incluyendo la necesidad de asesoramiento experto independiente antes de que se permitiera un estudio de alto riesgo, probar solo un voluntario a la vez (inclusión secuencial de participantes) en caso de que hubiera efectos adversos rápidos, y administrar medicamentos lentamente por infusión en lugar de como inyección.

### Cambios regulatorios
Después del incidente TGN1412/Northwick Park, hubo mucha discusión dentro de la comunidad científica, médica y regulatoria sobre qué salió mal y los pasos que podrían tomarse para prevenir un desastre similar en el futuro. El Secretario de Estado de Salud del Reino Unido estableció un "Grupo Científico Experto" (ESG), para "revisar qué se podía aprender del ensayo TGN1412", y considerar futuras recomendaciones para ensayos Fase I.
Las recomendaciones principales incluyeron:
- Inclusión secuencial de participantes (un voluntario a la vez)
- Administración lenta de medicamentos por infusión
- Asesoramiento experto independiente para estudios de alto riesgo
- Mejores criterios para definir dosis seguras en humanos

## Impacto científico
El preciso mecanismo biológico que causó la tragedia del ensayo clínico TGN1412 (también conocido como 'El Ensayo Clínico del Hombre Elefante') en marzo de 2006 permanece un misterio hasta el día de hoy. Se asume ampliamente que el medicamento usado en este ensayo (TGN1412) se unió a CD28 en linfocitos T y siguiendo la activación de estas células, una masiva 'tormenta de citoquinas' se produjo, llevando finalmente a falla multiorgánica en todos los receptores.
La rapidez de esta respuesta in vivo (dentro de 2 horas), sin embargo, no encaja bien con una respuesta clásica de linfocitos T, sugiriendo que otros tipos celulares de 'acción más rápida' pueden haber estado involucrados. Los monocitos fueron el único tipo celular que mostró regulación al alza significativa de TNF-α a las 2 horas.

## Consecuencias legales y compensación
El fabricante del medicamento, la firma alemana TeGenero, dijo que "acordó antes del inicio del estudio TGN1412 compensar a los voluntarios de acuerdo con las pautas actuales establecidas por la Asociación de la Industria Farmacéutica Británica en caso de que hubiera una lesión".
Después de una prolongada batalla legal de tres años, la MHRA liberó la información completa disponible en el momento en que autorizó el ensayo TGN1412. La información sugirió que los investigadores deberían haber estado conscientes del riesgo de que los participantes del ensayo sufrieran una tormenta de citoquinas y que la MHRA falló en apreciar el riesgo previsible de una tormenta de citoquinas.

## Desarrollo posterior
Después de la quiebra de TeGenero, los derechos del medicamento fueron adquiridos por TheraMAB, una empresa rusa, y el medicamento fue renombrado TAB08. Se han completado ensayos clínicos de Fase I y II para artritis, aunque con un enfoque mucho más cuidadoso en el diseño del estudio.

## Legado
El caso TGN1412 se convirtió en un punto de referencia en la regulación de ensayos clínicos, particularmente para medicamentos inmunomoduladores. Como las terapias biológicas se vuelven más comunes, es más probable que los medicamentos que se prueban en humanos por primera vez tengan efectos inesperados y potencialmente catastróficos.
El incidente llevó a cambios significativos en la regulación de ensayos clínicos no solo en el Reino Unido, sino en toda Europa y mundialmente, estableciendo nuevos estándares para la seguridad en ensayos Fase I.

## Mecanismo de acción
Originalmente destinado para el tratamiento de leucemia linfocítica crónica de células B (B-CLL) y artritis reumatoide, TGN1412 es un anticuerpo monoclonal humanizado que no solo se une al receptor CD28 de las células T del sistema inmune, sino que actúa como un agonista fuerte del mismo.
CD28 es el co-receptor del receptor de células T; se une a receptores en la célula asociada de la reacción a través de uno de sus ligandos (familia B7).

## Desarrollo
El fármaco, designado como medicamento huérfano por la Agencia Europea de Medicamentos en marzo de 2005, fue desarrollado por TeGenero, probado por Parexel y fabricado por Boehringer Ingelheim. TeGenero anunció la primera elucidación de la estructura molecular de CD28 casi exactamente un año antes del inicio del ensayo clínico fase I de TGN1412.